# Epsilon Chamaeleontis
Epsilon Chamaeleontis (ε Chamaeleontis, förkortat Epsilon Cha, ε Cha) som är stjärnans Bayerbeteckning, är en dubbelstjärna belägen i den mellersta delen av stjärnbilden Kameleonten och observerad 1836 av Sir John Herschel som den snäva dubbelstjärnan HJ 4486AB. Den har en kombinerad skenbar magnitud på 4,91 och är svagt synlig för blotta ögat där ljusföroreningar ej förekommer. Baserat på parallaxmätning inom Hipparcosuppdraget på ca 9,0 mas, beräknas den befinna sig på ett avstånd på ca 360 ljusår (ca 111 parsek) från solen.

## Egenskaper
Primärstjärnan Epsilon Chamaeleontis A är en blå till vit stjärna i huvudserien av spektralklass B9 V(n). Den har en massa som är ca 2,9 gånger större än solens massa, en radie som är ca 3,4 gånger större än solens och utsänder från dess fotosfär ca 100 gånger mera energi än solen vid en effektiv temperatur på ca 10 500 K.
Följeslagaren Epsilon Chamaeleontis B eller HJ 4486B är också en stjärna i huvudserien av obestämd spektraltyp A med en effektiv temperatur på ca 9 600 K, baserat på den mindre, skenbara magnituden +6,1, och har en massa som är ca 3,0 gånger större än solens. Båda stjärnorna ingår i Scorpius-Centaurus-hopen eller den mindre undergruppen som kallas Lower Centaurus Crux. Dubbelstjärnan utgör kärnan i den mycket unga Epsilon Chamaeleontis-stjärnklassen som omfattar omkring tjugo stjärnor.